# Neurochinina A
La Neurochinina A (un tempo nota come Sostanza K) è un neuropeptide, un polipeptide a catena corta, appartenente alla famiglia delle tachichinine, che agisce da neurotrasmettitore nei mammiferi.

## Struttura
Il polipeptide è composto da 10 aminoacidi con sequenza: His-Lys-Thr-Asn-Ser-Phe-Val-Gly-Leu-Met. 
La regione N-terminale non è essenziale per l'attività. Sono essenziali per l'attività invece i frammenti contenenti l'estremità C-terminale: Peptidi privi dei primi 4 amminoacidi hanno attività maggiore o uguale del peptide completo dei dieci aminoacidi.

## Sintesi
La sintesi delle tachichinine si verifica soprattutto dai neuroni e i peptidi sono liberati dagli assoni. Di recente è stata dimostrata produzione di neuropeptidi anche da cellule extraneuronali, come granulociti eosinofili, macrofagi, linfociti. La produzione della Neurochinina A, come pure della Sostanza P, del Neuropeptide K e del Neuropeptide Y, è regolata dal gene preprotachichinina-I (PPT-I o PPT-A) che, per motivi storici, è chiamato negli uomini TAC1 e TAC3, ed è equivalente al gene Tac1 del topo. Le preprotachichinine sono poi tagliate in polipeptidi più piccoli.

## Recettore
Il recettore endogeno della Sostanza P è il recettore 1 della neurochinina (NK1R), appartenente alla famiglia dei recettori accoppiati a proteine G,.

## Meccanismo d'azione
La Neurochinina A svolge diverse funzioni nell'organismo animale. Come tutte le tachichinine, la Neurochinina A è in grado di eccitare neuroni, dilatare i vasi sanguigni e far contrarre la muscolatura liscia per esempio quella della parete vescicale, uterina o delle vie aeree, ed è uno dei principali mediatori della peristalsi intestinale. Non sono invece ben noti gli effetti sul sistema immunitario,.
L'estremità attiva N-terminale del Neuropeptide K (che è stato chiamato anche Neurochinina K) e del Neuropeptide gamma è più lunga di quella della Neurochinina A, sebbene tutti siano stati prodotti per mezzo dello stesso splicing alternativo del medesimo gene.